# 石丸勝一

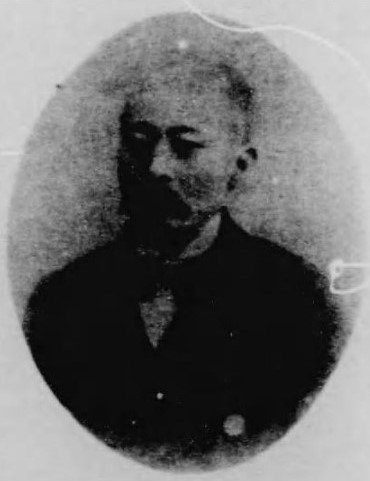
石丸勝一

石丸 勝一（いしまる かついち、1851年2月11日（嘉永4年1月11日） - 1922年（大正11年）8月21日）は、佐賀藩出身の明治、大正時代の士族、実業家、政治家。佐賀市長。

## 経歴
1851年（嘉永4年）、佐賀城下道祖元町に佐賀藩足軽、石丸善助と妻モンの次男として生まれる。父善助は元は商人で石丸家には養子として入っており、家督相続後も煙草屋などの商売で財を成していたため、勝一は幼少期から草場船山（草場佩川の子）、古賀竹堂などの塾に通い学問の研鑽を積んでいる。
1874年（明治7年）に佐賀の乱が勃発すると勝一もこれに加わったが、乱後の裁判では無罪となった。同年9月に父が死去し、家を継いでいる。このころは征韓論に傾倒しており、江華島事件を受けて朝鮮出兵を提唱していた佐賀士族家永恭種の元に、翌年萩の乱を起こす前原一誠の実弟佐世一清が、出兵の建白が失敗の際には決起するよう要請に来たときはこの会談に同席している。石丸らがこの話に乗ることは無かったが、萩が決起した際には関係を疑われて家永と共に投獄された。なお、翌年春には保釈され、西南戦争後に正式に無罪となっている。
その後は秩禄処分により家禄を失った士族を救済するため「授産社」を設立し、有明海沿岸の埋築事業で成功を収めたほか、佐賀新聞の創立の際には副社長兼印刷人を務め、小説の連載を行うなど大衆相手の新聞つくりを行い部数を伸ばすことに成功している。
1889年（明治22年）の佐賀市市制施行では初代助役に選出。初代市長の石丸源作が1902年（明治25年）に健康上の理由で辞職すると2代目の市長となったが、市職員の横領事件の責任をとって辞任。いったん台湾に渡り台湾鉄道会社で予算編成などを務めた後帰佐し、1898年（明治31年）には佐賀市会議員に当選。翌年には再び佐賀市長に就任し、1909年（明治42年）まで2期務めた。この間、佐賀商業学校（後の佐賀商業高校）の開校や佐賀兵営の設置決定などの業績を残している。
市長退任後も実業活動に邁進し、佐賀米穀取引所理事長、窓乃梅酒造（現：佐嘉酒造）監査役、博多窯業監査役、神埼実業銀行取締役などを務めた。また、文化人としての側面も持ち、佐賀県庁から陸軍大演習で天覧に供する刀剣書画の鑑定を依頼されたこともある。特に明治の三筆と謳われた書家中林梧竹とは交流が深く、私的な交流を綴った手紙が後に発見されている。梧竹の死去の際には葬儀委員長を務めたほか墓碑の建立も行った。
1922年（大正11年）8月21日、72歳で死去。葬儀では衆議院議員の副島義一が弔辞を読んだ。

## 参考資料
- 串間聖剛「佐賀市長・石丸勝一と北川家資料について」『研究紀要』第5号、佐賀大学地域学歴史文化研究センター、2011年3月。 ※2015年11月20日閲覧